# لیمپسفیلد
لیمپسفیلد (به انگلیسی: Limpsfield) یک روستا و محله مدنی در بریتانیا است که در Tandridge واقع شده‌است. لیمپسفیلد ۱۸٫۵۴ کیلومتر مربع مساحت و ۳٬۵۶۹ نفر جمعیت دارد.